# Producció de cafè a l'Equador

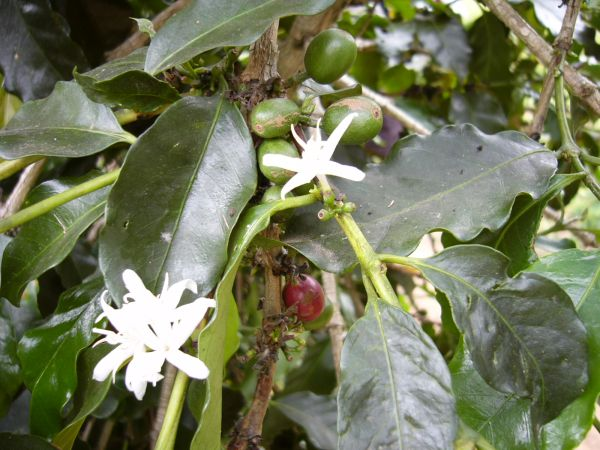
Planta de cafè

La producció de cafè a l'Equador és força variada i tot i que l'Equador és un país petit en superfície, té una gran capacitat productiva, convertint-se en un dels pocs en el món que exporta totes les varietats de cafè: aràbic rentat, aràbic natural i robusta. Els diferents ecosistemes, permeten que els cultius de cafè es donin al llarg i ample del país, arribant a cultivar fins i tot en les illes Galápagos. A causa de la ubicació geogràfica de l'Equador, el seu cafè és dels millors produïts a Amèrica del Sud i dels més demandats a Europa, igual que el cacau que es conrea.
Hi ha al voltant de 305.000 hectàrees de terres dedicades al cultiu i producció de cafè. Les principals províncies on es cultiva cafè, per varietat són: 
| Varietat de Café | Províncies                                                                   |
| ---------------- | ---------------------------------------------------------------------------- |
| Aràbic rentat    | El Oro, Manabí, Loja, Guayas i Zamora Chinchipe                              |
| Aràbic natural   | Loja, Manabí, El Oro, Los Ríos i Guayas                                      |
| Robusta          | Pichincha, Província d'Orellana¡Orellana, Sucumbíos, Guayas, Los Ríos i Napo |

## Evolució de la producció
Històricament, la zona de Jipijapa, a la província de Manabí, ha estat un dels llocs preponderants en els quals s'ha cultivat cafè. A partir de l'any 1860 es va començar a cultivar el gra en aquesta zona. Fins al 1876, el cultiu d'aquest producte es trobava en una etapa incipient. En obrir-se l'Equador al comerç mundial es va donar un impuls significatiu a les petites plantacions, arribant a un cert grau de desenvolupament, fins a constituir-se el cafè en un producte d'exportació important per a l'economia de la nació. Aquest fenomen es va donar gairebé a la par amb l'increment de la producció de cacau.
El 1903 el cultiu del cafè va disminuir, però dos anys després es va tornar a incrementar el seu cultiu i es començà a exportar des del port de Manta a diversos països europeus. El 1935, les exportacions ascendien a la xifra de 220.000 sacs, el 1.960 a 552.000 sacs, el 1975 a 1.018.000, el 1985 es van exportar 1.810.000 i el 1995 la mitjana exportada va descendir a 1.080.000 sacs.
L'any 2001 es van produir al voltant d'1.062.000 sacs de 60 kg, el que equival a 63.720 tones, dels quals s'exporten 311.804 sacs de cafè en gra. La superfície conreada voreja les 262.060 hectàrees.

## Exportació
El cultiu, producció, comercialització, industrialització i exportació del cafè, són sectors importants per a l'economia de l'Equador, per la qual cosa és necessari que els sectors privat i públic treballin mancomunadament, a fi d'aconseguir un desenvolupament sostingut i assolir un millorament de les condicions socioeconòmiques dels agricultors dedicats a aquesta activitat, així com l'enfortiment i ampliació de les exportacions i l'increment de l'aportació en divises per a l'economia equatoriana.
El cafè equatorià s'exporta actualment a prop de cinquanta països, entre els quals cal citar Estats Units, Colòmbia, Espanya, Xile, Alemanya, Itàlia, França, Polònia, Japó, Bèlgica, Canadà, Països Baixos, Argentina i Suïssa.
Com a gran avantatges de cara a la competitivitat cal destacar que es cultiven les tres varietats de cafè, amb diversitat de presentació: verd, torrat, torrat i molt, spray-dried, aglomerat i freeze-dried. S'han establert uns preus competitius a nivell mundial, i existeix una disponibilitat de producció durant la major part de l'any. El cafè especial i els extractes de cafè són productes amb un gran potencial de desenvolupament.